# 平山功太
平山 功太（ひらやま こうた、2004年3月16日 - ）は、広島県広島市出身のプロ野球選手（外野手・育成選手）。右投右打。読売ジャイアンツ所属。

## 経歴

### プロ入り前
野球経験者の父親とソフトボール経験者の母親の影響で6歳からソフトボールを始める。
広島市立安小学校ではソフトボールチームの「安WINGS」でプレーし、広島市立安西中学校では軟式野球部に所属した。広島県瀬戸内高等学校進学後は硬式野球部に所属。3年夏の県大会準々決勝では、4打数2安打1打点の成績を残すが、花田侑樹擁する広島新庄高の前に敗れた。
高校卒業後は環太平洋大学へ進学。1年時から3試合連続本塁打を放つなどの活躍を見せるも、環境への違和感からわずか1年で同校を中退。一時は野球から離れることも考えたが両親からの励ましもあり、高校時代の監督の知人からの紹介でその年から設立したベイサイドリーグの千葉スカイセイラーズへと入団した。

### BSL・千葉時代
2023年は主に1番打者として全40試合に出場し、打率.319、45安打、4本塁打、27打点、23盗塁を記録。シーズンMVP、本塁打王、盗塁王のタイトルを獲得した。10月9日に行われた読売ジャイアンツの入団テストを受験し合格。同月26日に開催されたドラフト会議にて読売ジャイアンツから育成選手7位指名を受けて、11月14日に支度金290万円、年俸400万円で仮契約した（金額は推定）。背番号は033。担当スカウトは織田淳哉。

### 巨人時代
2024年は8月まで三軍で41試合に出場して打率.311、5本塁打、28打点、OPS.880という成績を残し、二軍昇格。イースタン・リーグで石川歩から初安打を記録した。オフに実施された秋季キャンプでは一軍抜擢を受け、また契約更改では現状維持の推定年俸400万円でサインした。

## 詳細情報

### 独立リーグでの年度別打撃成績
出典：野球DB
| 年 度    | 球 団    | 試 合 | 打 席 | 打 数 | 得 点 | 安 打 | 二 塁 打 | 三 塁 打 | 本 塁 打 | 塁 打 | 打 点 | 盗 塁 | 盗 塁 死 | 犠 打 | 犠 飛 | 四 球 | 敬 遠 | 死 球 | 三 振 | 併 殺 打 | 打 率 | 出 塁 率 | 長 打 率 | O P S |
| -------- | -------- | ----- | ----- | ----- | ----- | ----- | -------- | -------- | -------- | ----- | ----- | ----- | -------- | ----- | ----- | ----- | ----- | ----- | ----- | -------- | ----- | -------- | -------- | ----- |
| 2023     | 千葉     | 40    | 187   | 141   | -     | 45    | 5        | 1        | 4        | 64    | 27    | 23    | 5        | 4     | 1     | 35    | -     | 6     | 6     | 2        | .319  | .470     | .454     | .924  |
| BSL：1年 | BSL：1年 | 40    | 187   | 141   | -     | 45    | 5        | 1        | 4        | 64    | 27    | 23    | 5        | 4     | 1     | 35    | -     | 6     | 6     | 2        | .319  | .470     | .454     | .924  |

### 背番号
- 39（2023年）
- 033（2024年[8] - ）